# Bazoilles-et-Ménil
Bazoilles-et-Ménil település Franciaországban, Vosges megyében. Lakosainak száma 115 fő (2022. január 1.). Bazoilles-et-Ménil Hymont, Madecourt, Mattaincourt, Rozerotte, Valleroy-aux-Saules és Domèvre-sous-Montfort községekkel határos.

## Népesség
A település népességének változása:
| Lakosok száma | 123  | 122  | 114  | 110  | 110  | 109  | 109  | 115  |
|               | 2013 | 2015 | 2017 | 2018 | 2019 | 2020 | 2021 | 2022 |